# Edupunk

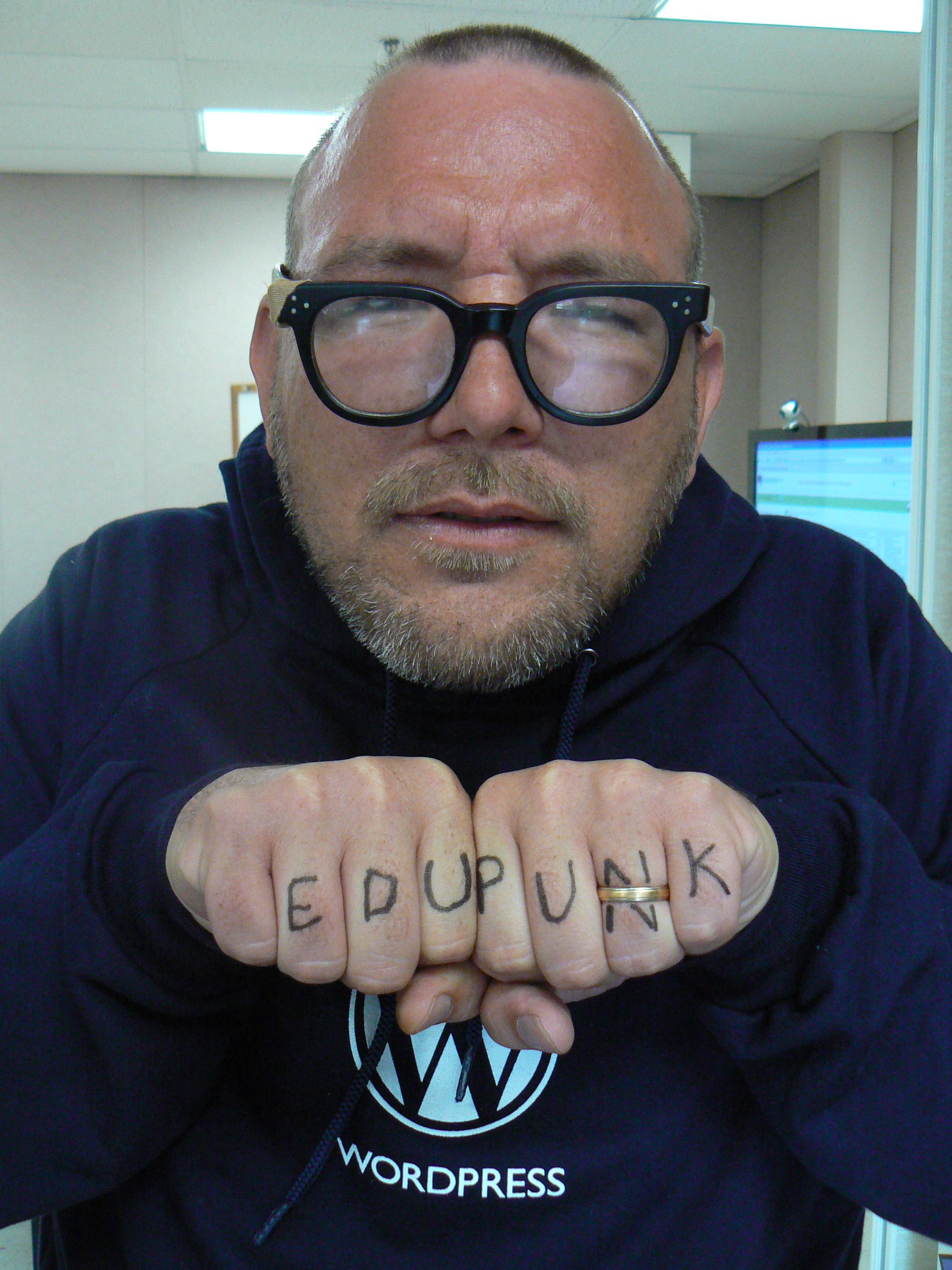
Jim Groom en 2008.

L'Edupunk est une méthode d'enseignement et d'apprentissage. Cette méthode se définit comme une approche de l'enseignement qui évite les outils traditionnels tels que PowerPoint et le tableau noir, et vise plutôt à amener l'attitude rebelle et le comportement Do it yourself des groupes punks des années 1970, au sein même de la classe.

## Histoire
Ce néologisme a été utilisé pour la première fois le 25 mai 2008 par un blogueur du nom de Jim Groom, qui fit la couverture moins d'une semaine plus tard du Chronicle of Higher Education (en). Stephen Downes, théoricien de l'enseignement en ligne, a noté que « le concept de l'Edupunk a totalement pris le vent, se répandant dans la blogosphère comme une traînée de poudre ».
L'Edupunk est né en opposition aux efforts du gouvernement et des entreprises de cadrer les nouvelles technologies à l'emporte-pièce dans des applications bien définies, de manière similaire aux idéologies punks.
Une présentation réalisée par Norm Friesen (en), spécialisé en formation en ligne (e-learning) à la Thompson Rivers University identifie un certain nombre de précurseurs éventuels au mouvement Edupunk,.

## Principes
La réaction face à l'influence des entreprises sur l'éducation est une partie seulement de l'edupunk. Stephen Downes a identifié trois aspects de cette approche:
- Réaction face à la commercialisation de l'apprentissage
- La philosophie du  do it yourself
- Penser et apprendre par soi-même[7]. auto-apprentissage

## Exemples
Un exemple de l'Edupunk était un cours organisé à l'Université de la Colombie-Britannique par Jon Beasley-Murray centré sur la création d'articles sur Wikipédia concernant la littérature latino-américaine durant le printemps 2008.